# Mauhae
Mauhae ist ein osttimoresisches Dorf im Suco Lequitura (Verwaltungsamt Aileu, Gemeinde Aileu).

## Geographie
Die Gebäude von Mauhae bilden keine geschlossene Siedlung, sondern stehen im Süden der Aldeia Rairema locker verteilt im großen Abstand zueinander. Dazwischen befinden sich Felder und Gärten. Westlich liegen die Weiler Nimtael und Erhil und nördlich das Dorf Darahe, in dem sich die nächstgelegene Grundschule befindet. Eine kleine Straße verbindet die Ortschaften mit der Überlandstraße von Aileu im Norden nach Maubisse im Süden. Mauhae liegt auf einer Meereshöhe zwischen 1000 m und 1500 m.